# Slavošovce
Slavošovce é um município da Eslováquia, situado no distrito de Rožňava, na região de Košice. Tem 15,53 km² de área e sua população em 2018 foi estimada em 1.873 habitantes.

## Demografia
| Ano:        | 1994 | 2004   | 2014   | 2024   |
| ----------- | ---- | ------ | ------ | ------ |
| Broj ljudi: | 1841 | 1837   | 1931   | 1804   |
| Razlika:    |      | -0,21% | +5,11% | -6,57% |

| Ano:               | 2023 | 2024   |
| ------------------ | ---- | ------ |
| Número de pessoas: | 1811 | 1804   |
| Diferença:         |      | -0,38% |